# Txema Montero Zabala
Txema Montero Zabala (Bilbao, 24 d'abril de 1954) és un advocat i polític del País Basc, vinculat al nacionalisme basc.
Estudià dret i sociologia a la Universitat de Deusto, on fou deixeble de Mario Fernández Pelaz, militant del Partit Nacionalista Basc. Fou president de la Comissió de Drets Humans del Col·legi d'Advocats de Biscaia i l'advocat encarregat de defensar la legalització d'Herri Batasuna; defensà nombrosos etarres en judici i va obtenir alguna condemna per tortures contra policies (cas del pediatre Xabier Onaindia, 1995). També va dirigir l'acusació contra els GAL per l'assassinat de Santi Brouard i fou el que portà el cas de Miguel Castells Artetxe davant el Tribunal d'Estrasburg, assolint que aquest condemnés el govern espanyol.
Membre d'Herri Batasuna (HB), va ser cap de llista de la formació per a les eleccions al Parlament Europeu de 1987 i 1989 obtenint l'escó en ambdues. Va ser expulsat d'HB el 1992 per defensar en un article de premsa la participació en els institucions i l'abandó de la lluita armada d'ETA, posicions contràries a la línia oficial marcada per ETA. Des de llavors exerceix la seva professió i és analista polític, responsable de la Tribuna de Reflexió de la Fundació Sabino Arana i codirector de la Revista de Pensament i Història Hermes. Ha mantingut postures crítiques amb ETA quan ha trencat la treva de 2007.